# Тумповская, Маргарита Марьяновна
Маргарита Марьяновна Тумповская (1891, Санкт-Петербург — 6 июля 1942, Андижан) — российская поэтесса, переводчица, литературный критик.

## Биография
Родилась в семье врача-еврея, окончила гимназию, затем преподавала историю в средней школе.
Не позднее сентября 1914 года познакомилась с Николаем Гумилёвым, стала его возлюбленной. Ольга Алексеевна Мочалова, другая возлюбленная Гумилёва, записала рассказ Тумповской: «Он полюбил меня, думая, что я — полька, но узнав о моем еврействе, не имел [ничего] против… Когда, наконец, добиваться уж больше было нечего, он облегченно вздохнул — „надоело ухаживать!“. Ведь его взгляды на женщину были очень банальны. Покорность, счастливый смех. Он действительно говорил, что „быть поэтом женщине — нелепость“. Был случай, когда я задумала с ним разойтись и написала ему прощальное, разрывное письмо. Он находился тогда в госпитале, болел воспалением легких. Несмотря на запрет врача, приехал ко мне тотчас, подвергая себя опасности любого обострения... Не знаю, разошлись ли мы тогда или сошлись еще крепче».
Писала стихи, входила в группу поэтов, работавших под руководством Гумилева в «Студии Всемирной Литературы», существовавшей в 1918-1920 годах. Её стихи публиковались в журнале «Апполон», сборниках «Весенний салон поэтов» (1918), а также в альманахе «Дракон» (1921). Переводила Шекспира («Сон в летнюю ночь»), Расина («Ифигения в Авлиде»), Мольера («Ученые женщины»), Корнеля («Сутяги») и др. Увлекалась теософией.
Друзьями Тумповской были Мандельштам, Цветаева, Радлова, Чуковский, Волошин.
В 1927 году Тумповская приехала в Ирбит навестить сосланную туда свою сестру, видную эсерку, Л. М. Арманд, и познакомилась там с также ссыльным Львом Гордоном, за которого вышла замуж.
В 1933 году Лев Гордон был вновь арестован, вместе с ним была арестована и его жена, но она через год была освобождена. 
Во время Великой Отечественной войны при подходе немцев к станции Верблюд (Ростовская область), где она тогда жила вместе с мужем, освобожденным из лагеря, они эвакуировались в Андижан. Там она умерла в больнице от голода.

## Семья
- Муж — Гордон, Лев Семёнович (1901—1973) — историк, литературовед.
- Дочь — Козырева, Марьяна Львовна (1929—2004), театральный художник, писатель.
- Сын — Гордон, Виктор Львович (1933—1933), родился в тюрьме, вскоре умер там же[3].